# Zoë Wicomb
Zoë Wicomb (Vanrhynsdorp, Namaqualand, 23 de novembre de 1948) és una escriptora sud-africana. Va estudiar a la Universitat del Cap Occidental i es va mudar al Regne Unit en 1970, on va estudiar a la Universitat de Reading i va viure a Nottingham i Glasgow. Va tornar a Sud-àfrica el 1990 i en l'actualitat és professora d'Universitat de Strathclyde, Glasgow.

## Obra
- You Can't Get Lost in Capi Town, Londres, Virago, 1987
- David's Story, Kwela, 2000.
- Playing in the Light, Umuzi, 2006.
- The One That Got Away, Random House-Umuzi, 2008.
- October, The New Press, 2014.